# عبدالقاسموو
عبدالقاسموو (انگلیسی: Abdulkasimovo) یک شهرک در شهرستان اوچالینسکی استان باشقیرستان کشور روسیه است.